# Jean-Claude Perrin (acteur)
Pour les articles homonymes, voir Perrin et Jean-Claude Perrin.
Jean-Claude Perrin, né le 17 juin 1943 à Pontarlier et mort le 13 mai 2022 à Parthenay, est un dramaturge, comédien et metteur en scène français.

## Biographie
Jean-Claude Perrin fait ses débuts de comédien au Théâtre populaire romand (Suisse). Il rejoint ensuite dans les années 1960 la compagnie Vincent-Jourdeuil à Paris, puis travaille avec Peter Brook comme comédien et assistant metteur en scène. Dans les années 1980, il est également enseignant à l'école du Théâtre national de Strasbourg et au conservatoire de Genève. Il a fait quatre mises en scène au théâtre de la Carriera (Arles) et a été le collaborateur de Michel Dubois à la Comédie de Caen. Sa première pièce en tant qu'auteur a été représentée en lecture spectacle à théâtre ouvert au Festival d'Avignon. En tant que comédien, il a participé à la création d'une trentaine de spectacles et a tourné dans une dizaine de films pour le cinéma et la télévision.
Il meurt le 13 mai 2022 à Parthenay à l’âge de 78 ans.

## Filmographie

### Cinéma
- 1977 : La Communion solennelle de René Féret : Eugène Ruc
- 1982 : Le Retour de Martin Guerre de Daniel Vigne : Nicolas
- 1983 : Itinéraire bis de Christian Drillaud : homme du couple à la Ford
- 1983 : La Mort de Mario Ricci de Claude Goretta : Edgar Simonet
- 1998 : La Femme du cosmonaute de Jacques Monnet : Jean
- 2001 : Un jeu d'enfants de Laurent Tuel : l'archiviste

### Télévision
- 2000 : Julie Lescaut, épisode 2 saison 9, Délit de justice de Daniel Janneau : président Vellard

## Théâtre

### Auteur
- 1976 : Le Défi de Jean-Claude Perrin, mise en scène de l'auteur et Maurice Bénichou, Festival d'Avignon
- 1990 : Le Baratin. Lecture publique par Christian Drillaud et l'auteur. Jeux d'écriture. CDN Poitiers.
- 1990 : L'Ascension du Grand Glockner. Lecture publique par Christian Drillaud. Jeux d'écriture. CDN Poitiers.

### Mise en scène
- 1976 : Le Défi de Jean-Claude Perrin, mise en scène de l'auteur et Maurice Bénichou, Festival d'Avignon
- 1981 : L'Estrangier d'Anne Clément, théâtre de la Carriera
- 1982 : Yerma de Federico García Lorca, théâtre de la Carriera
- 1988 : Nouvelles Histoires marseillaises, théâtre de la Carriera
- 1992 : La Pierre de patience, théâtre de la Carriera